# شینای

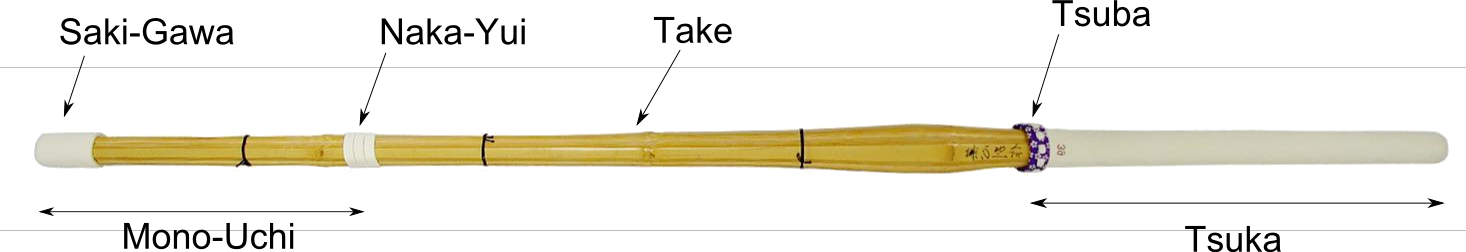
بخش‌های گوناگون یک شینای

شینای (به ژاپنی: 竹刀) نام نوعی شمشیر سبک است که توسط ورزشکاران هنر رزمی کندو استفاده می‌شود. شینای که در کندو جایگزین شمشیر کاتانا‌ شده‌است، از چهار توفال باریک چوب خیزران درست شده که توسط قطعات چرمی به هم متصل و بسته شده‌اند. گونه جدیدتری از شینای که با الیاف کربن تقویت شده با رزین ساخته می‌شود نسبت به گونه چوبی آن مقاوم‌تر است.